# ميغيل جوميز
ميغيل جوميز (بالإنجليزية: Miguel Gomez)‏ هو رابر وممثل أمريكي، ولد في 20 أغسطس 1980 في كالي في كولومبيا.

## أعمال

### أفلام
- (2015) الأعسر

## وصلات خارجية
- ميغيل جوميز على موقع IMDb (الإنجليزية)
- ميغيل جوميز على موقع قاعدة بيانات الفيلم (الإنجليزية)